# كاثرين درينكر بوين
كاثرين درينكر بوين (بالإنجليزية: Catherine Drinker Bowen) (1897 في الولايات المتحدة - 1 نوفمبر 1973 في الولايات المتحدة)؛ كاتِبة، عازفة كمان وروائية أمريكية.

## روابط خارجية
- كاثرين درينكر بوين على موقع IMDb (الإنجليزية)
- كاثرين درينكر بوين على موقع الموسوعة البريطانية (الإنجليزية)
- كاثرين درينكر بوين على موقع أول موفي (الإنجليزية)
- كاثرين درينكر بوين على موقع كينوبويسك (الروسية)